# Lukas Mrkonjic
Lukas Mrkonjic (* 22. Februar 1999) ist ein österreichischer Skilangläufer.

## Werdegang
Mrkonjic, der für den USV Fuschl startet, nahm von 2013 bis 2018 an U18 und U20-Rennen im Alpencup teil. Bei den Junioren-Skiweltmeisterschaften 2018 in Goms belegte er den 69. Platz im Skiathlon, den 68. Rang im Sprint und den 60. Platz über 10 km klassisch. Zu Beginn der Saison 2019/20 lief er in Pokljuka sein erstes Rennen im Alpencup und kam dabei auf den 35. Platz im Sprint. Im weiteren Saisonverlauf gab er in Dresden sein Debüt im Weltcup, welches er auf dem 58. Platz im Sprint beendete und belegte bei den U23-Weltmeisterschaften 2020 in Oberwiesenthal den 35. Platz im Sprint. In der folgenden Saison holte er in Dresden mit dem 30. Platz im Sprint seinen ersten Weltcuppunkt und errang bei den U23-Weltmeisterschaften 2021 in Vuokatti den 38. Platz im Sprint. Zudem wurde er bei den österreichischen Meisterschaften in Seefeld in Tirol Zweiter im Sprint und kam beim Saisonhöhepunkt, den Nordischen Skiweltmeisterschaften 2021 in Oberstdorf, auf den 65. Platz im Sprint. Bei den U23-Weltmeisterschaften 2022 in Lygna errang er den 11. Platz im Sprint.